# Pervaporation
Die Pervaporation ist ein technisches Membranverfahren zur Reinigung von Flüssigkeitsgemischen. Für jede Anwendung muss eine Membran gewählt werden, durch die die verunreinigende Gemischkomponente sehr viel besser hindurch diffundiert als der Wertstoff bzw. die im Überschuss vorliegende Komponente. Nach der Durchdringung der Membran verdampft die Verunreinigung auf deren Rückseite. Der Dampf (Permeat) wird anschließend abgezogen und an anderer Stelle kondensiert. Auf der Innenseite der Membran bleibt die aufkonzentrierte Lösung (Retentat) zurück. Da der Transportprozess durch die Membranschicht ein langsamer Vorgang ist, steigt der Bedarf an Membranfläche mit der Konzentration der Verunreinigung. Die Pervaporation stellt nur dann eine wirtschaftliche Alternative zu anderen Trennverfahren dar, wenn die Unterschiede in der Löslichkeit um Größenordnungen differieren und die Retentat-Komponente bezogen auf die Ausgangslösung im Überschuss vorliegt.

## Funktionsprinzip der Pervaporation
Die im Membranmaterial ablaufenden physikalischen Vorgänge können mit dem Lösungs-Diffusions-Modell beschrieben werden. Nach der Modellvorstellung dringt eine Komponente des zu trennenden Gemischs bevorzugt in die Membran ein und wird an deren innerer Oberfläche adsorbiert bzw. im gesamten Membranmaterial gelöst. Zur Außenseite der Membran hin wird die Konzentration der gut löslichen Komponente geringer, da sie an der Membranoberfläche verdampft und somit kontinuierlich abgezogen wird. Über dem Membranquerschnitt stellt sich so ein Konzentrationsgefälle ein, welches als treibende Kraft für die Diffusion des Permeats durch die Membran gilt.
Die unterschiedliche Löslichkeit beruht bei Kunststoffmembranen auf chemischer Wechselwirkung zwischen Membranmaterial und Flüssigkeitsmolekül. Bei keramischen Membranen auf Zeolithbasis kommt hinzu, dass nur die kleineren Flüssigkeitsmoleküle die schmalen Kanäle in der Membran passieren können (siehe auch Zeolithe und Molekularsieb).

## Technische Varianten
Im Gegensatz zu den druckgetriebenen Membrantrennverfahren ist der Druckunterschied zwischen den beiden Seiten der Membran bei der Pervaporation relativ gering. Er liegt meist im Bereich von einem Bar, wobei auf der Seite des Retentats nahezu atmosphärischer Druck ansteht und der Raum des Permeats bei Unterdruck oder Vakuum betrieben wird. Durch den Unterdruck wird der Partialdruck des Permeats auf der Gasseite abgesenkt und die Rückdiffusion in die Membran minimiert. Alternativ kann der Permeatpartialdruck auch durch Spülen mit einem Inertgas (üblicherweise Stickstoff) abgesenkt werden.
Wegen der durch die Verdampfung hervorgerufenen Abkühlung (Verdunstungskälte) muss durch Zufuhr von Wärme ausgeglichen werden. Dies geschieht entweder durch Vorwärmung des Zulaufs oder Beheizung zwischen einzelnen Membranmodulen. Bei Einsatz eines Spülgases kann auch dieses zur Beheizung genutzt werden.

## Membranwerkstoffe
Im Gegensatz zu anderen Membranverfahren werden bei der Pervaporation dichte Membranen eingesetzt. Verglichen mit anderen Membranverfahren sind die für die Pervaporation verwendeten Membranen besonders dicht. Die Kunststoffmembranen bestehen aus einem schichtweise aufgebauten Verbundmaterial, in das ein Kunstfasergewebe für die erforderliche Stabilität eingebettet ist. Die eigentliche, dichte Trennschicht wird entweder als dünner Film auf die Trägermembran aufgetragen oder direkt mittels Pore-filling in den Poren kovalent verankert. Keramikmembranen haben einen keramischen Stützkörper, auf dem die Zeolithschicht aufgebracht ist.
Technisch ausgereift sind Membranmaterialien zur Trennung von Wasser und organischen Flüssigkeiten, zum Beispiel zur:
- Abtrennung von Wasser aus organischen Flüssigkeiten werden hydrophile Polymere wie Polyvinylalkohole, Polyimide und Celluloseacetat oder Natrium-Zeolith-A-Membranen verwendet.
- Reinigung von mit organischen Flüssigkeiten verunreinigten Wassers mit Hilfe hydrophober bzw. organophiler Membranwerkstoffe, insbesondere Polydimethylsiloxan oder Polyoctylmethylsiloxan.

Mit Hilfe neuartiger, speziell auf das Trennproblem zugeschnittener Membranwerkstoffe, ist auch die selektive Abtrennung einzelner organischer Verbindungen aus organischen Gemischen möglich, zum Beispiel:
- Reduktion des Aromatengehaltes in Raffinerieströmen, zum Beispiel Abtrennung von Benzol aus einem Gemisch von Aliphaten.
- Brechen von Azeotropen
- Konditionierung von flüssigen Kohlenwasserstoffströmen
- Aufreinigung von Extraktionsmitteln
- Reinigung von organischen Lösungsmitteln

## Technische Anwendungen
Technisch bedeutsame Trennaufgaben der Pervaporation sind:
- Entfernung von Wasser aus organischen Lösungsmitteln, die mit Wasser ein Azeotrop bilden, zum Beispiel Ethanol, n-Propanol, Isopropanol, n-Butanol, Ethyl- und Butylacetat, Propanon, Tetrahydrofuran, 2-Butanon.
- Steigerung des Umsatzes bei Polykondensationsreaktionen, indem durch Abtrennung des freiwerdenden Wassers das chemische Gleichgewicht zur Produktseite hin verschoben wird.
- Entfernung von Methanol und Ethanol aus Gemischen mit Estern
- Entfernung von Aromaten aus Gemischen mit Aliphaten

## Abgrenzung zu anderen Membrantrennverfahren
Die Pervaporation unterscheidet sich von der Umkehrosmose und der Vaporpermeation durch den Aggregatzustand auf den beiden Seiten der Membran:
|                  | Aggregatzustand | Aggregatzustand |
| Membranverfahren | Permeat         | Retentat        |
| ---------------- | --------------- | --------------- |
| Pervaporation    | gasförmig       | flüssig         |
| Umkehrosmose     | flüssig         | flüssig         |
| Vaporpermeation  | gasförmig       | gasförmig       |

## Weiterführende Literatur
- www.membrane-guide.com - pervaporation membrane suppliers directory
- Kirk-Othmer: Encyclopedia of Chemical Technology, John Wiley & Sons, 2003
- Ullmann's Encyclopedia of Industrial Chemistry, Wiley-VCH Verlag GmbH & Co. KGaA, Onlineausgabe
- Heike Matuschewski: MSE — modified membranes in organophilic pervaporation for aromatics/aliphatics separation. Desalination, www.desline.com 2008.